# Ida Wohlert
Ida Haslund Wohlert (født 29. maj 1977 i Hellerup) er journalist og studievært på Go'morgen Danmark, hvor hun efter sommerferien 2009 afløste Cecilie Frøkjær som Morten Resens medvært.
Ida Wohlert har gået på Bernadotteskolen og blev i 1997 sproglig student fra Christianshavns Gymnasium. Er uddannet cand.comm. i journalistik fra RUC og har desuden en bachelor i arbejdspsykologi.
Ida Wohlert har tidligere arbejdet som journalist på Bastard Film, Freeport Film og på Sand TV. Hun har også været upliner og journalist på Go' Morgen Danmark. I juni 2005 blev hun ansat som reporter på TV 2 Nyhedernes Københavns-redaktion. Herefter blev hun studievært på TV 2 NEWS, hvor hun stoppede sommeren 2009 for at blive tv-vært på Go'morgen Danmark. I perioden fra september til marts holdt hun pause fra morgen-tv for at lave en ny omgang af Klamphuggerne på TV2 (premiere 24/03-2011). Hun vendte tilbage til Go' Morgen Danmark den 1. april 2011.